# 细刺五加
细刺五加（学名：Acanthopanax setulosus）是五加科五加属的植物，是中国的特有植物。分布在中国大陆的四川等地，生长于海拔2,000米的地区，一般生于森林下，目前尚未由人工引种栽培。

## 异名
- Acanthopanax setulosus Franch.
- Acanthopanax zhejiangensis X. J. Xue et R. S. Zhang